# Piotr Adamski (siatkarz)
Piotr Adamski (ur. 4 grudnia 1991) – polski siatkarz, grający na pozycji rozgrywającego. Od sezonu 2019/2020 występuje w drużynie Exact Systems Norwid Częstochowa.